# 28è Festival Internacional de Cinema de Berlín
El 27è Festival Internacional de Cinema de Berlín va tenir lloc entre el 22 de febrer i el 5 de març de 1978. El festival va obrir amb Opening Night de John Cassavetes i va tancar amb la pel·lícula de Steven Spielberg fora de competició Close Encounters of the Third Kind. Aquest va ser el primer any que el festival es va celebrar al febrer.
El jurat va atorgar l'Os d'Or a Espanya per la seva contribució al festival. Les tres pel·lícules espanyoles exhibides al festival que van guanyar foren el curtmetratge Ascensor dirigida per Tomás Muñoz i les pel·lícules Las palabras de Max d'Emilio Martínez Lázaro i Las truchas de José Luis García Sánchez.
Es va introduir al festival una nova secció per a nens. Es va mostrar la Part 2 de la retrospectiva dedicada a Marlene Dietrich.

## Jurat

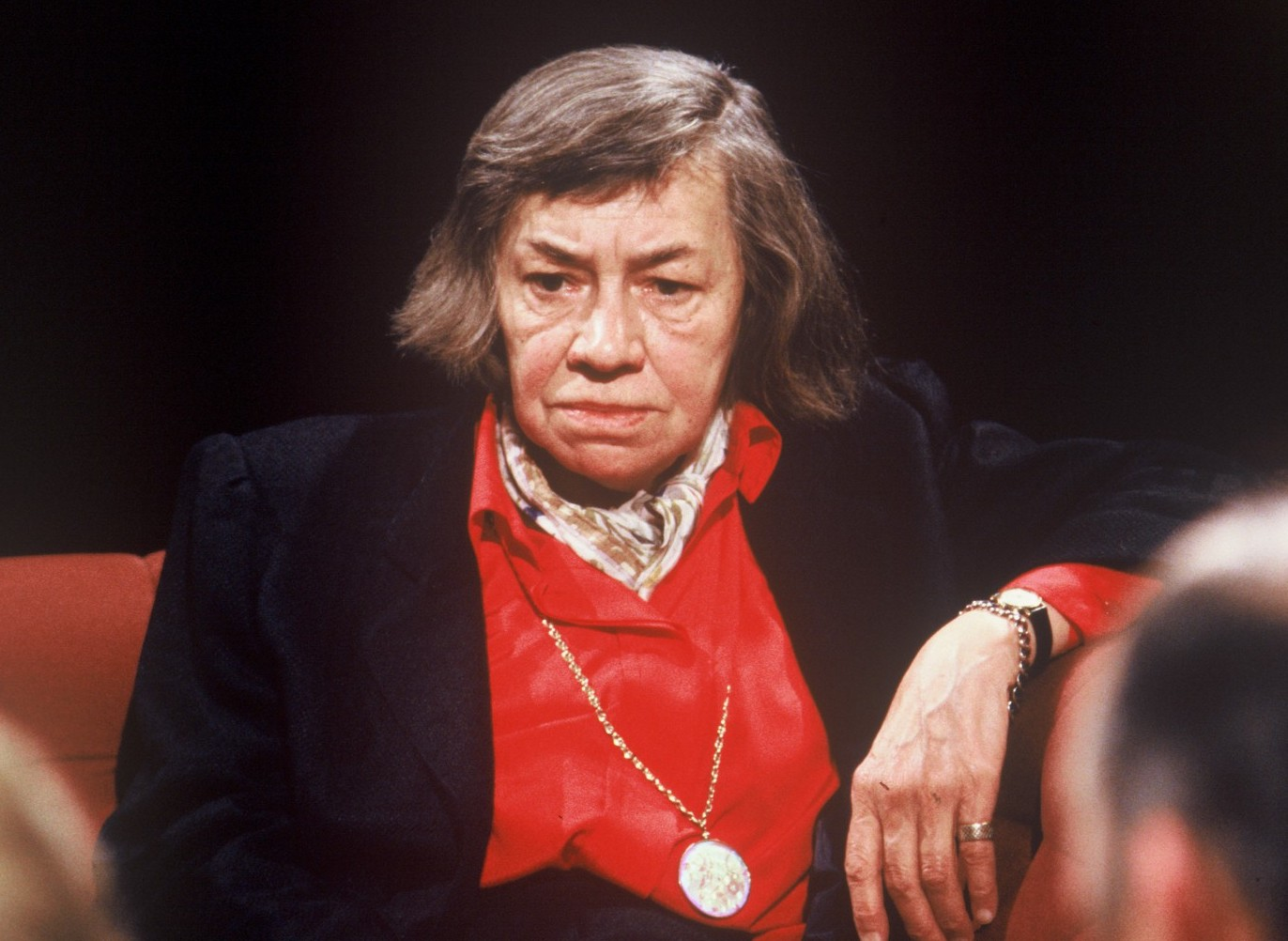
Patricia Highsmith, President del jurat

El jurat del festival estaria format per les següents persones:
- Patricia Highsmith (president)
- Sergio Leone
- Theodoros Angelopoulos
- Jacques Rozier
- Konrad Wolf
- Frieda Grafe
- Antonio Echza Sausinenea
- Ana Carolina Teixeira Soares
- Larisa Xepitko

## Pel·lícules en competició
Les següents pel·lícules van competir per l'Os d'Or:
| Títol original                                                          | Director(s)                     | País           |
| ----------------------------------------------------------------------- | ------------------------------- | -------------- |
| A Queda                                                                 | Ruy Guerra, Nelson Xavier       | Brasil         |
| Apám néhány boldog éve                                                  | Sándor Simó                     | Hongria        |
| Avantazh                                                                | Georgi Djulgerov                | Bulgària       |
| Biryuk                                                                  | Roman Balaian                   | Unió Soviètica |
| Bröderna Lejonhjärta                                                    | Olle Hellbom                    | Suècia         |
| Circuito chiuso                                                         | Giuliano Montaldo               | Itàlia         |
| Deutschland im Herbst                                                   | multiple directors              | RFA            |
| El brigadista                                                           | Octavio Cortázar                | Cuba           |
| Eskimo Limon                                                            | Boaz Davidson                   | Israel         |
| Flammende Herzen                                                        | Walter Bockmayer, Rolf Bührmann | RFA            |
| Flores de papel                                                         | Gabriel Retes                   | Mèxic          |
| Jörg Ratgeb – Maler                                                     | Bernhard Stephan                | RFA            |
| La fine del mondo nel nostro solito letto in una notte piena di pioggia | Lina Wertmüller                 | Itàlia         |
| Las palabras de Max                                                     | Emilio Martínez Lázaro          | Espanya        |
| Las truchas                                                             | José Luis García Sánchez        | Espanya        |
| Moritz, lieber Moritz                                                   | Hark Bohm                       | RFA            |
| Opening Night                                                           | John Cassavetes                 | Estats Units   |
| Outrageous!                                                             | Richard Benner                  | Canadà         |
| Pas koji je voleo vozove                                                | Goran Paskaljević               | Iugoslàvia     |
| Rheingold                                                               | Niklaus Schilling               | RFA            |
| Shatranj Ke Khilari                                                     | Satyajit Ray                    | Índia          |
| Śmierć prezydenta                                                       | Jerzy Kawalerowicz              | Polònia        |
| Toi ippon no michi                                                      | Sachiko Hidari                  | Japó           |
| Une page d'amour                                                        | Maurice Rabinowicz              | Bèlgica        |

## Retrospectiva
Les següents pel·lícules foren exhibides en una retrospectiva dedicada a Marlene Dietrich: 
| Títol original        | Director(s)         | País         |
| --------------------- | ------------------- | ------------ |
| Der blaue Engel       | Josef von Sternberg | Alemanya     |
| The Devil Is a Woman  | Josef von Sternberg | Estats Units |
| The Scarlet Empress   | Josef von Sternberg | Estats Units |
| Blonde Venus          | Josef von Sternberg | Estats Units |
| Shanghai Express      | Josef von Sternberg | Estats Units |
| Knight Without Armour | Jacques Feyder      | Regne Unit   |

## Premis
El jurat va atorgar els següents premis:
- Os d'Or:
  - Las palabras de Max d'Emilio Martínez Lázaro
  - Las truchas de José Luis García Sánchez
  - Ascensor de Tomás Muñoz (curtmetratge)
- Os de Plata - Gran Premi del Jurat: A Queda de Ruy Guerra, Nelson Xavier
- Os de Plata a la millor direcció: Georgi Djulgerov per Avantazh
- Os de Plata a la millor interpretació femenina: Gena Rowlands per Opening Night
- Os de Plata a la millor interpretació masculina: Craig Russell per Outrageous!
- Os de plata per a una aportació artística excepcional:
  - Śmierć prezydenta de Jerzy Kawalerowicz
  - El brigadista d'Octavio Cortázar
- Reconeixement especial: Deutschland im Herbst
- Premi FIPRESCI
  - Apám néhány boldog éve de Sándor Simó